# Wiesław Jarzębski

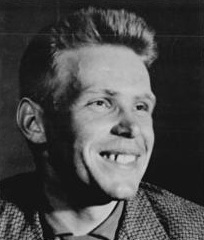
Wiesław Jarzębski 1961

Wiesław Jarzębski (* 24. Februar 1937) ist ein ehemaliger polnischer Radrennfahrer und nationaler Meister im Radsport.

## Sportliche Laufbahn
Jarzębski war im Straßenradsport und im Querfeldeinrennen (heutige Bezeichnung Cyclocross) aktiv. 1959 gewann er die nationale Meisterschaft im Mannschaftszeitfahren mit seinem Team. 1960 kam er beim Sieg von Bojan Kozew auf den 4. Platz in der Bulgarien-Rundfahrt. Er gewann dort eine Etappe und war bester polnischer Fahrer. 1961 belegte er den 49. Rang in der Internationalen Friedensfahrt. In der Polen-Rundfahrt war der 30. Platz 1958 sein bestes Ergebnis. 1961 wurde er hinter Stanisław Gazda Zweiter der nationalen Meisterschaft im Querfeldeinrennen.